# Salt amb esquís als Jocs Olímpics d'hivern de 1976
Als Jocs Olímpics d'Hivern de 1976 celebrats a la ciutat d'Innsbruck (Àustria) es disputaren dues proves de salt amb esquís en categoria masculina.
El salt normal es realitzà el dia 7 de febrer de 1976 sobre un trampolí de 70 metres i el salt llarg es feu el dia 15 de febrer sobre un trampolí de 90 metres al trampolí de Bergisel. Hi participaren un total de 62 saltadors de 15 comitès nacionals diferents.

## Resum de medalles
| Prova     | Or                    | Argent           | Bronze       |
| 70 metres | Hans-Georg Aschenbach | Jochen Danneberg | Karl Schnabl |
| 90 metres | Karl Schnabl          | Anton Innauer    | Henry Glaß   |

## Medaller
| Posició | País    | Or | Argent | Bronze | Total |
| 1       | Àustria | 1  | 1      | 1      | 3     |
| 1       | RDA     | 1  | 1      | 1      | 3     |
|         |         |    |        |        |       |
| Total   | Total   | 2  | 2      | 2      | 6     |